# 575-я отдельная армейская авиационная эскадрилья связи
575-я отдельная армейская авиационная Проскуровская эскадрилья связи — авиационная воинская часть ВВС РККА в Великой Отечественной войне.

## Боевой путь
575-я отдельная армейская авиационная эскадрилья связи 1-й гвардейской армии сформирована 14 марта 1943 года года. На вооружении состояли самолеты У-2.
В июле 1943 года эскадрилья оказывала воздушную поддержку наступающим войскам 1-й гвардейской армии в период проведения Изюм-Барвенковской операции и выполняла вылеты на связь. 4 июля 1943 года экипажами эскадрильи был взорван склад с боеприпасами противника в районе населенного пункта Великая Камышеваха.
При выполнении дневных вылетов на связь и ночных вылетов на бомбардирование скопления войск, техники и огневых точек противники отличились командир звена мл. лейтенант Ив. П. Порядин, штурман звена мл. лейтенант Л. Н. Громов, лётчики мл. лейтенанты В. М. Попов и Н. Н. Шкарпетин, стрелки-бомбардиры мл. лейтенанты М. А. Коломийцев, С. А. Лексин и Н. Н. Перевязкин..
К августу 1943 года эскадрилья выполнила 660 дневных вылетов на связь и 375 ночных боевых вылетов на разведку и бомбометание войск противника. При выполнении боевых заданий сбит один самолёт У-2.
В августе-сентябре 1943 года эскадрилья участвовала в освобождении Левобережной Украины. При выполнении вылетов на бомбардировку скоплений войск и техники противника, на разведку и вылетов на связь отличились командир звена ст. лейтенант К. М. Немченко, командир звена мл. лейтенант В. К. Константинов, штурман звена мл. лейтенант Ан. В. Конопчук, лётчики мл. лейтенанты Н. И. Колосов и Ф. М. Кувалдин, стрелок-бомбардир мл. лейтенант М. Н. Шаров.
Зимой 1943-1944 годов эскадрилья участвовала в наступлении войск 1-го Украинского фронта на киевском направлении и в проведении Житомирско-Бердической операции.
При выполнении боевых заданий командования во время проведения войсками 1-го Украинского фронта Проскуровско-Черновицкой операции и овладении городом Проскуров - крупным железнодорожным узлом и сильным опорным пунктом обороны немцев отличились командир звена лейтенант Ив. П. Порядин, командир звена мл. лейтенант В. М. Панов, лётчики мл. лейтенанты Н. Ив. Колосов и Н. Н. Шкарпетин, стрелки-бомбардиры мл. лейтенант С. А. Лексин и М. А. Коломийцев.
Приказом НКО от 3 апреля 1944 года на основании Приказа ВГК №93 от 25 марта 1944 года 575-й отдельной армейской авиационной эскадрилье связи было присвоено почётное наименование «Проскуровская».
Летом 1944 года эскадрилья участвовала в Львовско-Сандомирской операции и освобождении города Станислав.
К августу 1944 года эскадрилья выполнила около 3 тыс. вылетов на бомбардировку скопления войск и техники противника, на радиовещание, на выброску десанта в тыл врага, на ночную разведку, на связь с наземными частями. Отличились при выполнении заданий заместитель командира эскадрильи капитан А. Я. Гургенидзе, лётчики мл. лейтенанты Н. М. Михалев и Ф. М. Кувалдин, начальник химической службы эскадрильи лейтенант Н. Д. Юрасов.
Осенью 1944 года и зимой-весной 1945 года эскадрилья участвовала в боях на территории Чехословакии и при освобождении Праги. При выполнении заданий командования 1-й гвардейской армии отличились командир эскадрильи майор В. Т. Филиппов, заместитель командира эскадрильи капитан А. Я. Гургенидзе, командир звена ст. лейтенант К. М. Немченко, командир звена лейтенант В. М. Панов, командир звена мл. лейтенант Н. Ив. Колосов, командир звена лейтенант М. Дм. Юриков, штурман звена лейтенант С. А. Лексин, лётчики ст. лейтенант Ф. Т. Требушной, лейтенант В. К. Константинов, мл. лейтенант А. Н. Осипов, сержанты Ф. К. Скворцов и Дм. М. Шлыков, стрелки-бомбардиры гвардии сержант Н. Гр. Панченко, гвардии красноармеец В. Ив. Тиминский.
В августе 1945 года эскадрилья была расформирована в составе 1-й гвардейской армии.

## Командование эскадрильи
- Командир эскадрильи: 
  -  капитан, майор Филиппов Виктор Тимофеевич
- Заместитель командира эскадрильи по политической части: 
  -  старший лейтенант, капитан Кубасов Алексей Никонорович
- Начальник штаба эскадрильи: 
  -  старший лейтенант Агафонов Леонид Иванович
- Заместитель командира эскадрильи: 
  -  старший лейтенант, капитан Гургенидзе Абессалом Яковлевич
- Начальник химической службы эскадрильи:
  -  лейтенант Юрасов Николай Демьянович

## Инженерно-техническая служба эскадрильи
- Старший техник эскадрильи:
  -  военинженер 3-го ранга, инженер-капитан Шальнев Пётр Андреевич (с 1944 г.)
  - Заместитель старшего техника эскадрильи по вооружению:
    -   техник-лейтенант Морошкин Владимир Николаевич (с апреля 1943 г.)
    -  старшина Павлушин Алексей Степанович